# NSG Lippeaue bei Damm u. Bricht und NSG Loosenberge, nur Teilfl.
NSG Lippeaue bei Damm u. Bricht und NSG Loosenberge, nur Teilfl. este o arie protejată (arie specială de conservare — SAC, sit de importanță comunitară — SCI) din Germania întinsă pe o suprafață de 585,48 ha, integral pe uscat.

## Localizare
Centrul sitului NSG Lippeaue bei Damm u. Bricht und NSG Loosenberge, nur Teilfl. este situat la coordonatele 51°40′04″N 6°47′51″E / 51.6678°N 6.7975°E.

## Înființare
Situl NSG Lippeaue bei Damm u. Bricht und NSG Loosenberge, nur Teilfl. a fost declarat sit de importanță comunitară în octombrie 2000 pentru a proteja 2 specii de animale. Situl a fost protejat și ca arie specială de conservare în decembrie 2004.

## Biodiversitate
Situată în ecoregiunea atlantică, aria protejată conține 13 habitate naturale: Vegetație psamofilă uscată cu Calluna și Genista, Vegetație psamofilă uscată cu pășuni deschise de Corynephorus și Agrostis, Lacuri eutrofice naturale cu vegetație de tip Magnopotamion sau Hydrocharition, Cursuri de apă de la nivel de câmpie la nivel montan, cu vegetație Ranunculion fluitantis și Callitricho-Batrachion, Pajiști umede nord-atlantice cu Erica tetralix, Formațiuni de Juniperus communis pe lande sau pajiști calcaroase, Liziere de ierburi înalte hidrofile de câmpie și de nivel montan până la alpin, Fânețe de joasă altitudine (Alopecurus pratensis, Sanguisorba officinalis), Păduri de fag Luzulo-Fagetum, Păduri de stejar sau de stejar și carpen sub-atlantice și medio-europene de Carpinion betuli, Păduri acidofile de stejar bătrân cu Quercus robur pe câmpii nisipoase, Păduri aluvionare cu Alnus glutinosa și Fraxinus excelsior (Alno-Padion, Alnion incanae, Salicion albae), Păduri mixte riverane de Quercus robur, Ulmus laevis și Ulmus minor, Fraxinus excelsior sau Fraxinus angustifolia, de-a lungul marilor râuri (Ulmenion minoris).
La baza desemnării sitului se află mai multe specii protejate:
- amfibieni (1): triton cu creastă (Triturus cristatus)
- pești (1): Lampetra fluviatilis

Pe lângă speciile protejate, pe teritoriul sitului au mai fost identificate 5 specii de plante, 1 specie de amfibieni.